# 布拉斯蒂斯冰原島峰
84°58′S 67°23′W / 84.967°S 67.383°W
布拉斯蒂斯冰原島峰（英語：Brazitis Nunatak）是南極洲的冰原島峰，位於伊利沙伯女皇地，處於德羅什冰原島峰以南9公里，屬於彭薩科拉山脈中帕圖克森特山脈的一部分，海拔高度1,625米。